# Claës Rundberg
Klas Johan „Claës” Rundberg (ur. 14 listopada 1874 w Malmbäck, zm. 27 maja 1958 w Säby) – szwedzki strzelec, medalista olimpijski.
Olimpijczyk z Londynu (1908), gdzie wystąpił w dwóch konkurencjach. Zdobył srebrny medal w drużynowym strzelaniu z karabinu dowolnego w trzech pozycjach z 300 metrów (jego rezultat był przedostatnim wynikiem w drużynie). Zajął również piąte miejsce w karabinie wojskowym drużynowo, uzyskując najwięcej punktów spośród wszystkich członków szwedzkiej drużyny.
Nigdy nie stanął na podium mistrzostw świata.

## Wyniki olimpijskie
| Igrzyska | Konkurencja                                     | Wynik                             | Miejsce | Źródło |
| -------- | ----------------------------------------------- | --------------------------------- | ------- | ------ |
| IO 1908  | Karabin dowolny, trzy postawy, 300 m, drużynowo | 759 pkt. (ind.) 4711 pkt. (druż.) |         | [ 2 ]  |
| IO 1908  | Karabin wojskowy, drużynowo                     | 388 pkt. (ind.) 2213 pkt. (druż.) | 5       | [ 3 ]  |